# Giovanni Ricci (matemático)

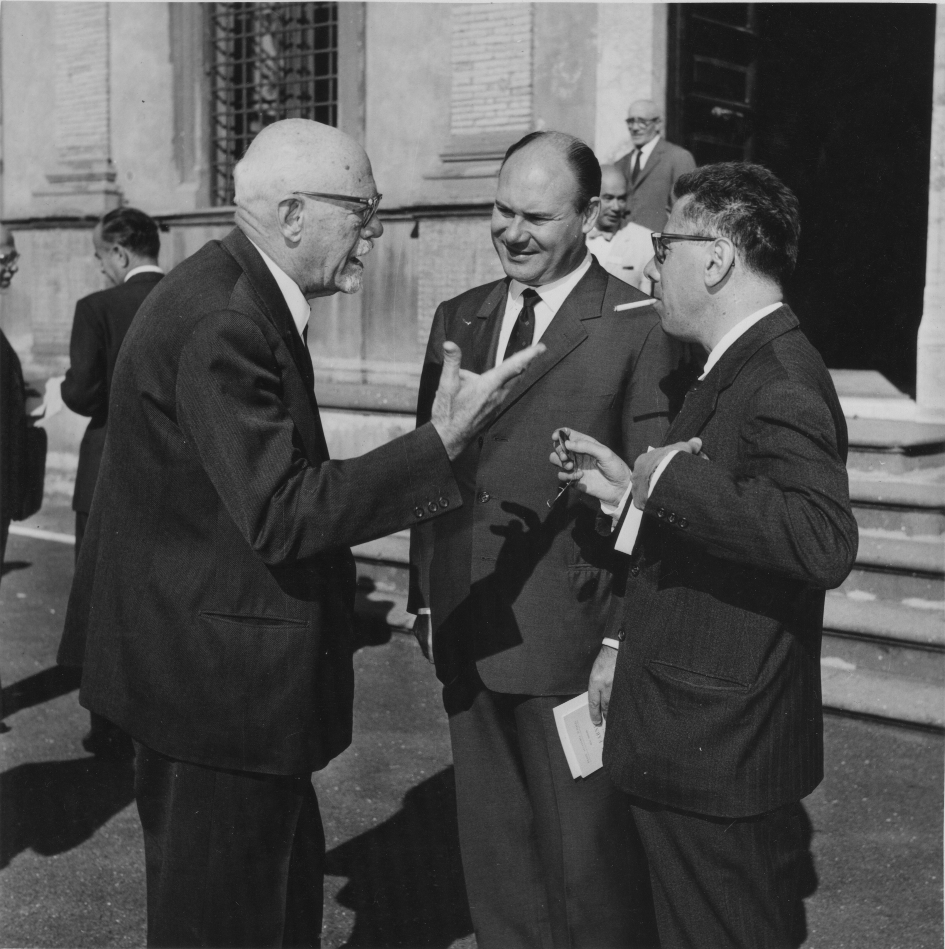
Giovanni Ricci (no fundo, próximo à porta do palácio na escada) no Simpósio Internacional sobre Geometria Algébrica em Roma, 1965. Em primeiro plano, a partir da esquerda: Enrico Bompiani conversa com Giovanni Battista Rizza e Vittorio Dalla Volta

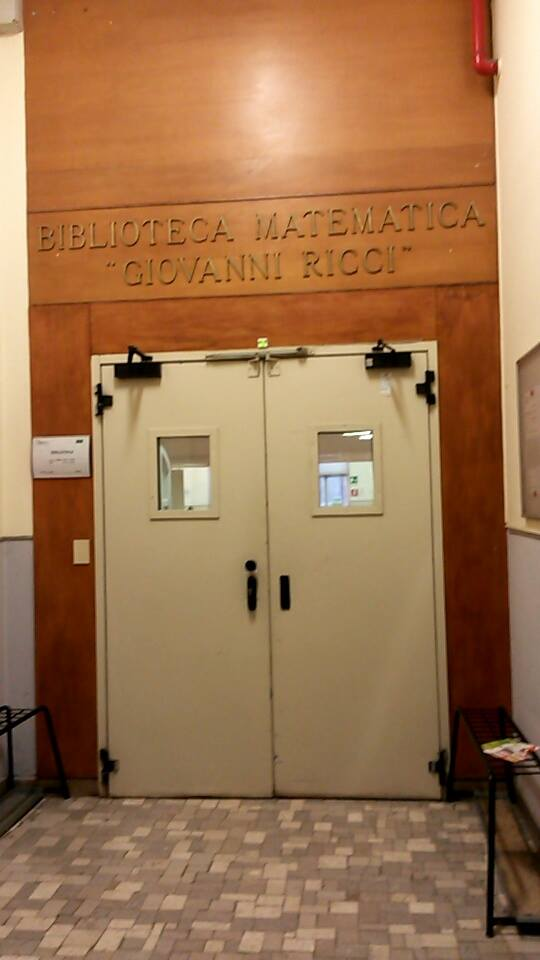
A biblioteca matemática da Universidade de Milão é denominada em homenagem a Giovanni Ricci.

Giovanni Ricci (Florença, 17 de agosto de 1904 – Milão, 9 de setembro de 1973) foi um matemático italiano.
Ricci estudou na Escola Normal Superior de Pisa, onde obteve um doutorado em 1925, orientado por Luigi Bianchi, com uma tese sobre geometria diferencial. Depois de dois anos como assistente em Roma voltou para Pisa como professor da Escola Normal Superior de Pisa. Em 1936 foi professor de análise em Milão.
Trabalhou com teoria dos números aditiva como a conjetura de Goldbach, sobre a distribuição dos números primos e o sétimo problema de Hilbert (números transcendentais).
Em 1957 foi eleito membro da Accademia dei Lincei. Dentre seus doutorandos consta Enrico Bombieri. Ricci foi presidente da Unione Matematica Italiana.